# Lana Rhoades
Lana Rhoades (Chicago, Illinois; 6 de septiembre de 1996) es una ex actriz pornográfica estadounidense.

## Biografía
Lana Rhoades, nombre artístico de Amara Maple, nació en septiembre de 1996 en la ciudad de Chicago (Illinois), en una familia de ascendencia checoslovaca. Comenzó trabajando de camarera en la cadena de restaurantes The Tilted Kilt.
Entró en la industria pornográfica en 2016, a los 20 años de edad, siendo su primera escena para la web FTV Girls.
Ha trabajado para estudios como Evil Angel, Elegant Angel, Girlfriends Films, Pure Taboo, Zero Tolerance, Jules Jordan Video, Blacked, Tushy, Vixen, Mofos, New Sensations, Bangbros, Digital Sin, Penthouse, Naughty America, Hard X o Sweet Sinner.
En agosto de 2016 fue elegida Penthouse Pets de la revista Penthouse.
En 2017 grabó sus primeras escenas de sexo anal y doble penetración en la película Lana. Semanas después rodaría su primera escena de doble penetración anal en Lana Rhoades Unleashed. Su primer gangbang fue en 2018 en Gangbang Me 3.
En 2017 fue nominada en los Premios AVN en las categorías de Mejor actriz revelación y de Mejor escena de sexo chico/chica por Hot Models junto a Xander Corvus.
Asimismo, en los Premios XBIZ ganó en la categoría de Mejor actriz revelación y recibió dos nominaciones a la Mejor escena de sexo en película lésbica por Twisted Passions 18 y a la Mejor escena de sexo en película gonzo por Banging Cuties.
Tras una meteórica carrera en la industria, se retiró en 2018. En enero de 2020 anunció un breve regreso para filmar nuevas escenas con el portal Brazzers. Llegó a aparecer en más de 410 películas y escenas como actriz.
A comienzos de enero de 2022 daba a luz a su primer hijo. Un mes más tarde se vio envuelta en una polémica por el lanzamiento de unos NFT personalizados,
 después de haber reunido más de 1,8 millones de dólares y retirar de forma abrupta todos los fondos, habiendo eliminando sus vídeos en TikTok en los que promocionaba el negocio y renunciaba a responder a preguntas sobre el proyecto.
En mayo de 2023, protagonizó el video musical TQM del grupo de música regional mexicana Fuerza Regida.
En 2024 accedió a una entrevista en el podcast Curious Mike, de Michael Porter Jr., jugador de la NBA en los Denver Nuggets, en la que conversó sobre su estancia en la industria del cine para adultos, que abandonó al quedarse embarazada. En la charla indicó que sufrió de ataques de pánico, depresión y tendencias suicidas. "Hay muchas cosas que he asumido recientemente y que ni siquiera sabía que estaban mal. Me diagnosticaron un trastorno límite de la personalidad" debido a todo lo que sufrió, como indicó. En la misma aseveró que el trauma que sufrió la llevó a apartarse de las relaciones, confesándose asexual y a matizar que "deberían hacer ilegal el cine porno, no creo que sea bueno para nadie".
Algunas películas de su filmografía como actriz fueron 2 Cute 4 Porn 4, Brothers and Sisters 3, Dirty Talk 4, Flesh Hunter 14, Love Stories 5, Slut Auditions o Slut Puppies 11.

## Premios y nominaciones
| Año  | Ceremonia    | Resultado | Premio                                        | Trabajo                         |
| ---- | ------------ | --------- | --------------------------------------------- | ------------------------------- |
| 2017 | Premios AVN  | Nominada  | Mejor actriz revelación                       | —                               |
| 2017 | Premios AVN  | Nominada  | Mejor escena de sexo chico/chica              | Hot Models                      |
| 2017 | Premios AVN  | Ganadora  | Premio fan: Debutante más caliente            | —                               |
| 2017 | Premios XBIZ | Ganadora  | Mejor actriz revelación                       | —                               |
| 2017 | Premios XBIZ | Nominada  | Mejor escena de sexo en película lésbica      | Twisted Passions 18             |
| 2017 | Premios XBIZ | Nominada  | Mejor escena de sexo en película gonzo        | Banging Cuties                  |
| 2018 | Premios AVN  | Nominada  | Artista femenina del año                      | —                               |
| 2018 | Premios AVN  | Ganadora  | Mejor escena de sexo anal                     | Anal Savages 3                  |
| 2018 | Premios AVN  | Nominada  | Mejor escena de doble penetración             | Lana Rhoades Unleashed          |
| 2018 | Premios AVN  | Nominada  | Mejor escena de sexo en grupo                 | Lana Rhoades’ First Gangbang    |
| 2018 | Premios AVN  | Nominada  | Mejor escena de sexo lésbico                  | Lana is Olivia's Dream          |
| 2018 | Premios AVN  | Nominada  | Mejor actuación solo / tease                  | Anal Savages 3                  |
| 2018 | Premios AVN  | Nominada  | Premio fan: Artista femenina favorita         | —                               |
| 2018 | Premios AVN  | Nominada  | Premio fan: Pechos más espectaculares         | —                               |
| 2018 | Premios AVN  | Nominada  | Premio fan: Estrella mediática                | —                               |
| 2018 | Premios XBIZ | Nominada  | Artista femenina del año                      | —                               |
| 2018 | Premios XBIZ | Nominada  | Mejor escena de sexo en realidad virtual      | Spring Break 2017               |
| 2019 | Premios AVN  | Nominada  | Mejor escena de doble penetración             | Ultimate Fuck Toy: Lana Rhoades |
| 2019 | Premios AVN  | Nominada  | Mejor escena de sexo anal                     | Bush 7                          |
| 2019 | Premios AVN  | Nominada  | Mejor escena de sexo en producción extranjera | Pornochic: Claire & Lana        |
| 2019 | Premios AVN  | Nominada  | Premio fan: Artista femenina favorita         | —                               |
| 2019 | Premios XBIZ | Nominada  | Artista femenina del año                      | —                               |
| 2021 | Premios XBIZ | Nominada  | Estrella mediática del año                    | —                               |